# The Old Maid
The Old Maid (bra: Eu Soube Amar; prt: A Velha Ama) é um filme estadunidense de 1939, do gênero drama, dirigido por Edmund Goulding, e estrelado por Bette Davis e Miriam Hopkins. O roteiro de Casey Robinson foi baseado no romance homônimo de 1924, de Edith Wharton; e na peça teatral homônima de 1935, de Zoë Akins, que venceu um Prêmio Pulitzer pela produção.
Este foi o nono dos onze filmes que Davis e Brent coestrelaram juntos.

## Sinopse
Delia Lovell (Miriam Hopkins) desmancha seu noivado para se casar com outro homem. Sua prima, Charlotte (Bette Davis), ao consolar o ex-noivo, acaba engravidando dele, que morre em batalha antes que pudessem se casar. Charlotte, então, cria sua filha como se fosse adotiva, despertando a ira e ciúme de Delia quando o irmão de seu novo marido deseja se casar com Charlotte enquanto nem imagina que ela possui uma filha de outro homem.

## Elenco
- Bette Davis como Charlotte Lovell
- Miriam Hopkins como Delia Lovell
- George Brent como Clem Spender
- Jane Bryan como Clementina
- Donald Crisp como Dr. Lanskell
- Louise Fazenda como Dora
- James Stephenson como Jim Ralston
- Jerome Cowan como Joseph Ralston
- William Lundigan como Lanning Halsey
- Cecilia Loftus como Avó Henrietta Lovell
- William Hopper como John Ward
- Frederick Burton como Sr. Halsey (não-creditado)

## Produção
Em 1935, o jornal Los Angeles Times relatou que Ernst Lubitsch havia comprado os direitos de exibição da peça teatral de Zoë Akins, e pretendia escalar Judith Anderson e Helen Menken – as mesmas estrelas da produção da Broadway – em um filme que seria lançado pela Paramount Pictures, mas o projeto não foi para frente. De acordo com a revista The Hollywood Reporter, a Warner Bros. comprou os direitos da Paramount em janeiro de 1939.
Humphrey Bogart originalmente foi escalado como Clem Spender, mas o chefe de estúdio Jack L. Warner sentiu que o ator não parecia nem heróico nem romântico o suficiente, e o demitiu depois de dois dias de filmagem. Bette Davis pediu ao diretor Edmund Goulding e ao produtor Hal B. Wallis para substituí-lo por George Brent, que aceitou interpretar o personagem, apesar do papel ser pequeno.
Este foi o primeiro filme em que Davis teve o tempo de tela igualmente dividido com uma estrela feminina. "Eu nunca quis muito o outro papel", ela relembrou em sua autobiografia de 1962, "A Lonely Life", embora tenha proposto interpretar tanto Charlotte quanto Delia. Em vez disso, o papel de Delia acabou indo para Miriam Hopkins, com quem Davis havia trabalhado em Rochester, Nova Iorque, quando as duas faziam parte da companhia de George Cukor, onde Hopkins costumava ser a estrela e Davis a personagem ingênua. Hopkins ficou ressentida com o fato de Davis ter ganhado o Oscar de melhor atriz por "Jezebel", papel que ela havia originado na Broadway. Miriam também estava convencida de que Davis estava tendo um caso extraconjugal com Anatole Litvak, o seu marido de quem estava se divorciando. Como resultado, ela fez tudo o que pôde para prejudicar o desempenho de sua coestrela. "Miriam é uma mulher socialmente encantadora", lembrou Davis. "Trabalhar com ela já é outra história ... Miriam usava e, devo dar crédito a ela, conhecia todos os truques existentes. Fiquei fascinada ao ver tais truques aparecer um por um ... Manter meu temperamento teve um preço. Eu ia para casa todas as noites e gritava com todo mundo". O cinematógrafo Tony Gaudio reclamou que Hopkins continuou alterando a maquiagem projetada por Perc Westmore, a fim de parecer consideravelmente mais jovem do que Davis nas cenas em que ambas deveriam parecer mais velhas. Ambas as atrizes disseram que estavam doentes e esse foi o motivo pelo qual faltaram nas gravações por alguns dias, o que fez a produção levar mais onze dias para ser finalizada.
A trilha sonora do filme inclui:
1. "When Johnny Comes Marching Home" (anacronisticamente), de Patrick Gilmore
2. "The Battle Hymn of the Republic", de William Steffe e Julia Ward Howe
3. "(I Wish I Was in) Dixie's Land", de Daniel Decatur Emmett
4. "Oh My Darling, Clementine", de Percy Montrose
5. "Jeanie with the Light Brown Hair", de Stephen Foster

## Recepção
Frank S. Nugent, em sua crítica para o jornal The New York Times, observou:
"Provavelmente não é um bom filme, no sentido estritamente cinematográfico, mas professa uma fidelidade tão estrita ao seu pai teatral; inquestionavelmente é tão antiquado quanto o código moral vitoriano que açoita sua heroína por oito ou nove cenas; na terminologia mais rude, é um arrancador de lágrimas. Mas não pode haver dúvida sobre sua popularidade. Deve continuar e continuar. Para uma peça ruim, é um drama surpreendentemente bom; ou, se você se sentir assim, para uma boa peça, ele se encaixa surpreendentemente bem na tela. Cenicamente, é um pouco estático, o que não poderia ser evitado completamente. Mas dramaticamente é vital, cativante e um pouco aterrorizante ... Como a velha empregada, a Srta. Davis teve uma performance pungente e sábia, dura e austera na superfície, mas comunicando através dela a profunda ternura, a angústia oculta de uma mãe com o coração partido. A Delia de Srta. Hopkins é uma caracterização menos certa, mais suave do que a Srta. que Akins inventou, sugerindo de forma rara a malignidade que se espreita sob uma maneira encantadora".
A revista Time disse que o filme foi "dificilmente mais do que a soma total de dois desempenhos bons, às vezes brilhantes ... Embora o cenário de The Old Maid seja suficiente para fazer qualquer um suscetível à febre se contorcer, poucos ficarão impressionados com a habilidade com que o diretor Edmund Goulding administra seus espirituosos colegas de elenco".
A revista Variety chamou o filme de "exagerado, sombrio e geralmente confuso".

## Mídia doméstica
Em 1º de abril de 2008, a Warner Home Video lançou o filme como parte da box set "The Bette Davis Collection, Volume 3", que incluiu "All This, and Heaven Too" (1940), "The Great Lie" (1941), "Nascida para o Mal" (1942), "Watch on the Rhine" (1943), e "Deception" (1946).